# Шарлотт-Парк (Флорида)
Шарлотт-Парк (англ. Charlotte Park) — статистически обособленная местность, расположенная в округе Шарлотт (штат Флорида, США) с населением в 2182 человека по статистическим данным переписи 2000 года.

## География
По данным Бюро переписи населения США статистически обособленная местность Шарлотт-Парк имеет общую площадь в 3,63 квадратных километров, из которых 3,11 кв. километров занимает земля и 0,52 кв. километров — вода. Площадь водных ресурсов округа составляет 14,33 % от всей его площади.
Статистически обособленная местность Шарлотт-Парк расположена на высоте 1 м над уровнем моря.

## Демография
По данным переписи населения 2000 года в Шарлотт-Парк проживало 2182 человека, 744 семьи, насчитывалось 1152 домашних хозяйств и 1518 жилых домов. Средняя плотность населения составляла около 601,1 человека на один квадратный километр. Расовый состав населённого пункта распределился следующим образом: 98,08 % белых, 0,27 % — чёрных или афроамериканцев, 0,09 % — коренных американцев, 0,18 % — азиатов, 0,73 % — представителей смешанных рас, 0,64 % — других народностей. Испаноговорящие составили 2,15 % от всех жителей статистически обособленной местности.
Из 1152 домашних хозяйств в 7,6 % воспитывали детей в возрасте до 18 лет, 58,2 % представляли собой совместно проживающие супружеские пары, в 4,6 % семей женщины проживали без мужей, 35,4 % не имели семей. 30,9 % от общего числа семей на момент переписи жили самостоятельно, при этом 22,2 % составили одинокие пожилые люди в возрасте 65 лет и старше. Средний размер домашнего хозяйства составил 1,89 человек, а средний размер семьи — 2,28 человек.
Население статистически обособленной местности по возрастному диапазону по данным переписи 2000 года распределилось следующим образом: 7,6 % — жители младше 18 лет, 3,0 % — между 18 и 24 годами, 11,6 % — от 25 до 44 лет, 27,4 % — от 45 до 64 лет и 50,4 % — в возрасте 65 лет и старше. Средний возраст жителей составил 65 лет. На каждые 100 женщин в Шарлотт-Парк приходилось 96,4 мужчин, при этом на каждые сто женщин 18 лет и старше приходилось 94,4 мужчин также старше 18 лет.
Средний доход на одно домашнее хозяйство статистически обособленной местности составил 29 263 доллара США, а средний доход на одну семью — 35 462 доллара. При этом мужчины имели средний доход в 26 397 долларов США в год против 25 521 доллар среднегодового дохода у женщин. Доход на душу населения статистически обособленной местности составил 29 263 доллара в год. 4,2 % от всего числа семей в населённом пункте и 6,8 % от всей численности населения находилось на момент переписи населения за чертой бедности, при этом 9,4 % из них были моложе 18 лет и 1,4 % — в возрасте 65 лет и старше.